# Lohas Park (Macao)
Lohas Park (珀悅) es un desarrollo residencial privado en Macao, ubicado en el número 33 de Rua do Jasmim, en la parroquia de São Francisco Xavier, en la isla Coloane, Macao.

## Datos
Según los datos del plano proporcionados por la Dirección de Servicios de Suelos y Construcción Urbana, el proyecto abarca un área de 2.260 metros cuadrados y ofrece 217 unidades residenciales, 199 estacionamientos y 10 locales comerciales. 

## Historial comercial
En 2023, fue responsable de la mayor cantidad de transacciones en el mercado residencial de Macao. El precio promedio de 7,000 HKD se consideró atractivo y se vendieron 69 unidades en el año. 
A principios de 2025, fue el único en el desarrollo residencial macaense con un rendimiento acelerado, realizando 80 grandes transacciones en enero. 